# Padre Pio (2006)
Padre Pio é um filme de animação italiano de 2006 dirigido por Orlando Corradi, com roteiro de Clelia Castaldo e Ted Lewis, baseado na vida do monge do século XX beatificado Padre Pio.

## Sinopse
Na aldeia de Pietrelcina, no sul da Itália, o jovem frade, Francisco, torna-se padre e inicia sua jornada rumo à santidade.